# Isidoro di Kiev
Isidoro di Kiev (in russo Исидор?, in ucraino Ісидор?; Malvasia, 1380/1390 – Roma, 27 aprile 1463) è stato un cardinale bizantino.
Divenuto Metropolita di Kiev e di Mosca fu promotore della riunione fra Chiesa ortodossa e Chiesa cattolica, nella permanenza del rito orientale, come concordato nel concilio di Firenze. Ma, tornato a Mosca, venne respinto come ''apostata" dal Gran Principe di Mosca e dal Sinodo del clero ortodosso russo, rimasti antiromani, per aver promosso la riunione delle due Chiese sia pur in vista dell'aiuto militare occidentale a Costantinopoli, allora minacciata dai Turchi, benché non voluta da gran parte del clero russo.

## Biografia
Nel 1437, dopo che per ben sette anni tale carica era rimasta vacante, Isidoro fu nominato metropolita di Kiev e Mosca da Giovanni VIII Paleologo e Giuseppe II patriarca di Costantinopoli. Partecipò al Concilio di Firenze con i maggiori esponenti della Chiesa bizantina e l'Imperatore romano d'Oriente al fine di riportare la Chiesa ortodossa orientale, e con essa anche la Chiesa ortodossa russa, in comunione con quella occidentale cattolica, così da favorire la protezione delle Potenze occidentali all'Impero bizantino, se attaccato dai Turchi Ottomani. Il Gran Principe Basilio II di Russia dimostrò inizialmente ostilità verso il nuovo metropolita, ma tollerò le sue iniziative, ritenendo lui pure che solo un'alleanza con la Chiesa occidentale di Roma sarebbe stata in grado di salvare Costantinopoli e la Chiesa greco-ortodossa.
Dopo aver ricevuto un cospicuo aiuto monetario da Basilio, Isidoro si recò nel 1439 a Firenze per partecipare al Concilio ecumenico in atto. Qui fu nominato cardinale presbitero e legato papale per le province di Lituania, Livonia, Galizia e Russia. Durante il concilio Isidoro appoggiò strenuamente la riunione tra la Chiesa orientale e la Chiesa occidentale, nonostante fosse contrastato dal delegato secolare russo, l'ambasciatore Foma di Tver', ed  alla fine il concordato di unione fu comunque firmato. Dopodiché Isidoro lasciò l'Italia come tutti gli altri delegati e tornò nella sua sede episcopale russa. Prima di tornare a Mosca si fermò in Polonia e nel granducato di Lituania (che governava anche sulla maggior parte dell'attuale Ucraina inclusa Kiev) per far ratificare ai vescovi di rito orientale l'unione con Roma, così fece sia a Leopoli e Kiev, grazie all'appoggio anche del Re di Polonia (ma non riuscì a celebrare a Vilnius perché fu il locale vescovo cattolico ad opporsi).
Ma i principi russi denunciarono l'unione con Roma come un tradimento alla fede ortodossa, nonostante il metropolita Isidoro rimanesse nella sua posizione. Tornato a Mosca, durante la sua prima liturgia nella Cattedrale dell'Ascensione, nel Cremlino, il 19 marzo 1441, nominò esplicitamente il papa di Roma nelle preghiere liturgiche e lesse ad alta voce il decreto di unione, trasportando una grande croce cattolica alla testa della processione. Consegnò inoltre a Vassili II una missiva nella quale papa Eugenio IV chiedeva al Gran Principe di sostenerlo nell'attuazione dell'accordo conciliare nelle terre russe. Invece tre giorni dopo, per ordine dello stesso Vassili, Isidoro fu arrestato e imprigionato nel monastero di Čudov. Sostenuto dell'alto clero russo, il granduca condannò Isidoro per la sua pertinacia e, pur in disaccordo col Patriarcato di Costantinopoli, revocò l'unione con "l'eretica Roma". Dal 1448 venne fondata un'indipendente metropolia di Mosca (ufficialmente chiamata però inizialmente "di Kiev") mentre a Kiev (allora parte del granducato di Lituania) si insediò come metropolita favorevole all'unione con Roma Gregorio, già assistente dello stesso Isidoro.
Ma nel settembre del 1441 Isidoro fuggì a Tver' e da lì si recò in Lituania e quindi a Roma. Nel 1451 fu nominato cardinale vescovo di Sabina. Poi nel 1458 patriarca latino di Costantinopoli, ove partecipò alla difesa durante l'assedio turco. Infine, tornato a Roma dopo la caduta della città, fu nominato nel 1461 decano del collegio cardinalizio.
Anche in Polonia, Lituania e Ucraina, nonostante il volere delle autorità che supportavano l'unione con Roma, questa durò relativamente poco e così anche le eparchie tornarono nel 1453 all'ortodossia e nel 1466 il successore di Isidoro, Gregorio, fu pienamente riconosciuto dal Patriarcato di Costantinopoli come metropolita ortodosso.
Morì a Roma il 27 aprile 1463 e fu sepolto nella basilica vaticana.

### Opere
- Discorso al Concilio di Basilea (Firenze), come riportato nella versione latina di Giovanni Aurispa.